# L'Arribèra (Landes)
L'Arribèra de Sent Savin (en francès Larrivière-Saint-Savin) és un municipi francès situat al departament de les Landes i a la regió de la Nova Aquitània.

## Demografia
| 1962                                       | 1968 | 1975 | 1982 | 1990 | 1999 | 2007 |
| ------------------------------------------ | ---- | ---- | ---- | ---- | ---- | ---- |
| 595                                        | 622  | 546  | 547  | 550  | 577  | 580  |
| Des de 1962: població sense dobles comptes |      |      |      |      |      |      |

## Administració
| Període | Identitat    | Partit        |
| ------- | ------------ | ------------- |
| 2001-   | Claude Milet | Divers droite |